# Artur Fischer
Artur Fischer (31 de diciembre de 1919-27 de enero de 2016) fue un inventor alemán, creador del taco de pared expansible de plástico.

## Biografía
Artur Fischer, nacido en Tumlingen, era hijo del sastre del pueblo Georg Fischer. Su madre Pauline, que planchaba cuellos para llegar a fin de mes, reconoció la aptitud mecánica de su hijo y lo animó en todo momento, ayudándolo a montar un banco de trabajo en casa y comprándole el equivalente alemán de un Erector Set.
En la Segunda Guerra Mundial, Fischer sobrevivió a la Batalla de Stalingrado, partió en el último avión y más tarde en la guerra fue capturado en Italia y enviado a un campo de prisioneros de guerra en Inglaterra. Después de regresar a su ciudad natal en 1946, encontró trabajo como asistente en una empresa de ingeniería y comenzó a fabricar encendedores y conmutadores de telares con chatarra militar. En 1948, fundó su propia empresa, Fischer Group. Invento el primer flash fotográfico electrónico que AGFA adquirió.

## Referencias

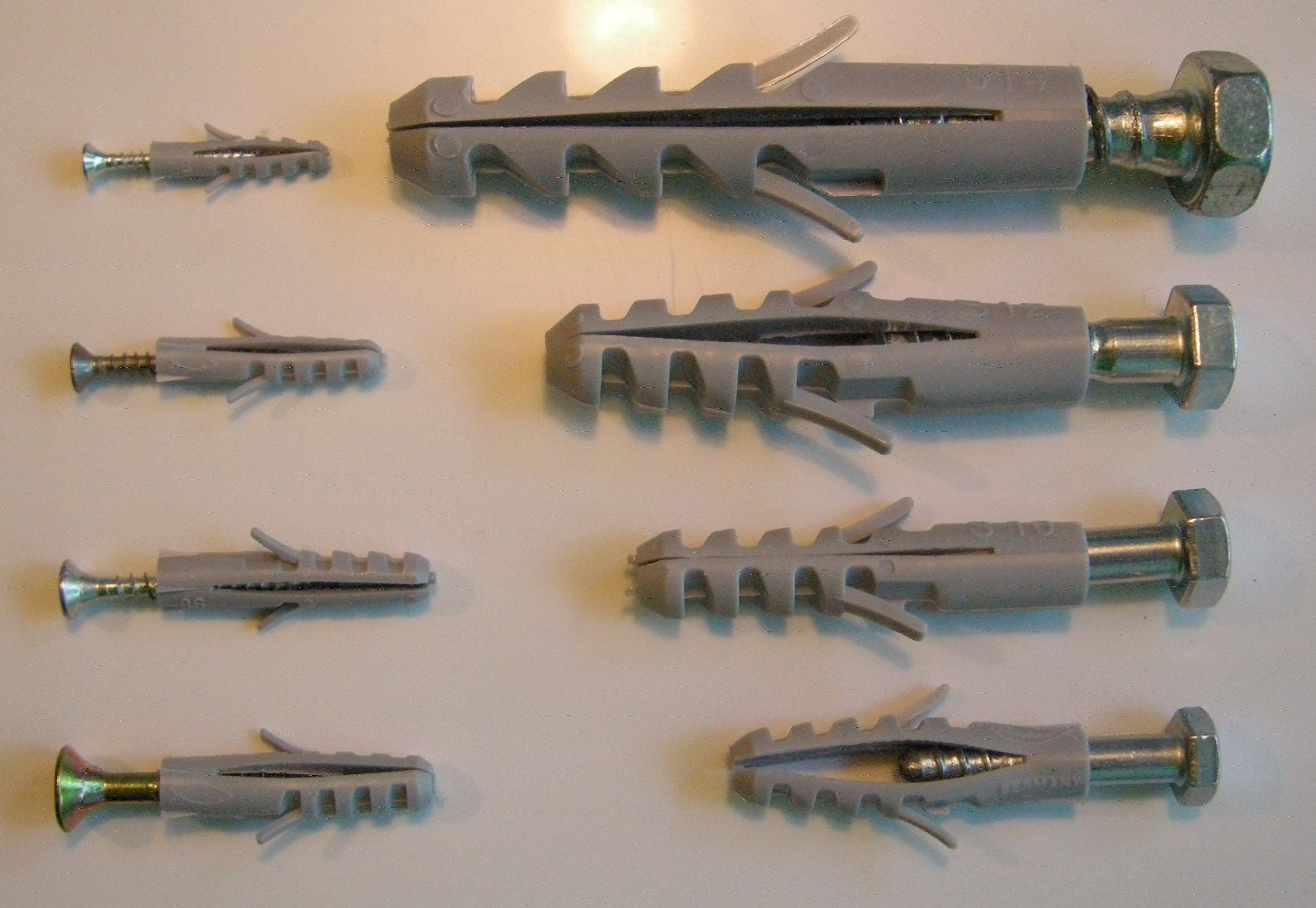
Sujeta tornillos de pared de 4 a 14 mm